# Macrorhynchia similis
Macrorhynchia similis is een hydroïdpoliep uit de familie Aglaopheniidae. De poliep komt uit het geslacht Macrorhynchia. Macrorhynchia similis werd in 1906 voor het eerst wetenschappelijk beschreven door Nutting. 